# 테야 그레고린
테야 그레고린(슬로베니아어: Teja Gregorin, 1980년 6월 29일 ~ )은 슬로베니아의 바이애슬론 선수이다. 소치에서 열린 2014년 동계 올림픽 여자 바이애슬론 10km 추적 경기에서 동메달을 획득했다.

## 성적

### 올림픽
| 년도   | 개최지          | 개인전 | 스프린트 | 추적 | 단체출발 | 릴레이 | 믹스 릴레이 |
| ------ | --------------- | ------ | -------- | ---- | -------- | ------ | ----------- |
| 2006년 | 이탈리아 토리노 | 18위   | 14위     | 16위 | 19위     | 6위    | N/A         |
| 2010년 | 캐나다 밴쿠버   | 36위   | 9위      | 9위  | 5위      | 8위    | N/A         |
| 2014년 | 러시아 소치     | 11위   | 15위     | 동   |          |        |             |